# Tortricinae
Sous-famille
Les Tortricinae sont une sous-famille de lépidoptères (papillons) de la famille des Tortricidae.

## Interaction avec les cultures
Certains des genres ou espèces sont qualifiés de nuisibles parce que s'attaquant à des plantes cultivées (luzerne, orge et blé notamment, feuilles et épis). C'est par exemple le cas des Cnephasia, genre au sein duquel 5 espèces sont restées confondues sous le nom de Cnephasia wahlbomiana jusqu'à la fin des années 1950 ; jusqu'aux publications de J. Razowski en 1959 (qui a distingué ces espèces sur la base de différences concernant le peigne anal, la couleur des pinnaculums et des plaques thoraciques et anales des chenilles).

## Mode de dispersion
Les Cnephasia présentent une mode de dispersion original (« vol passif »), qui leur a permis à partir de foyers limités de coloniser de vastes zones cultivées : les œufs ne sont pas pondus par les papillons adultes sur les plantes hôtes, mais sur des arbres, bois et taillis, et toujours sur des substrats qui semblent choisis par les pondeuses en fonction uniquement de leur rugosité. La chenille, très petite et très légère entre en diapause dans un hibernaculum (au sortir de l'œuf), puis après un temps de maturation (l'intestin moyen ou mésenteron, partie essentielle du système digestif étant inachevé), elle se laisse pendre à un fil de soie et emporter par le vent (de mi-mars à mi-mai) à une distance plus ou moins éloignée. C'est pourquoi le patron de dispersion suit généralement le vent dominant. 
Les haies sont à la fois des sources d'envols de larves, mais aussi des brise-vents qui peuvent freiner leurs déplacements. Elles peuvent aussi être des « puits écologiques » pour les larves volantes ou avant l'envol, en raison des prédateurs nombreux qui y vivent, alors que les arbres isolés sont plausiblement des sources efficaces de dispersion. Après une phase " mineuse ", la chenille devient " tordeuse ".

## Classification
Cette sous-famille d'insectes a été décrite pour la première fois en 1802 par l'entomologiste français Pierre-André Latreille. Elle fait partie de la famille des Tortricidae, dans l'ordre des Lepidoptera. 

### Liste des tribus
Selon BioLib (19 mai 2020) :
- tribu des Archipini
- tribu des Atteriini
- tribu des Ceracini
- tribu des Cnephasiini
- tribu des Cochylini
- tribu des Epitymbiini
- tribu des Euliini
- tribu des Phricanthini
- tribu des Ramapesiini
- tribu des Schoenotenini
- tribu des Sparganothini
- tribu des Tortricini Latreille, 1802

Selon ITIS (19 mai 2020) :
- tribu des Anopinini
- tribu des Archipini
- tribu des Cnephasiini
- tribu des Cochylini
- tribu des Euliini
- tribu des Sparganothidini
- tribu des Tortricini

### Liste de genres
Selon BioLib (19 mai 2020) :
- genre Abancaya Razowski, 1997
- genre Abrepagoge Razowski, 1992
- genre Accra Razowski, 1964
- genre Accuminulia Brown, 2000
- genre Acleris Hübner, 1825
- genre Acmanthina Brown, 2000
- genre Acroceuthes Meyrick, 1881
- genre Acroplectis Meyrick, 1927
- genre Acropolitis Meyrick, 1881
- genre Adoxophyes Meyrick, 1881
- genre Aeolostoma Meyrick, 1910
- genre Aethes Billberg, 1820
- genre Aethesoides Razowski, 1964
- genre Agapeta Hübner, 1820
- genre Albadea Razowski & Becker, 2002
- genre Aleimma Hübner, 1825
- genre Algoforma Razowski, 2005
- genre Allodemis Diakonoff, 1983
- genre Amboyna Razowski, 1964
- genre Amorbia Clemens, 1860
- genre Amphicoecia Razowski, 1975
- genre Anaccra Razowski, 1990
- genre Anacrusis Zeller, 1877
- genre Anameristes Common, 1965

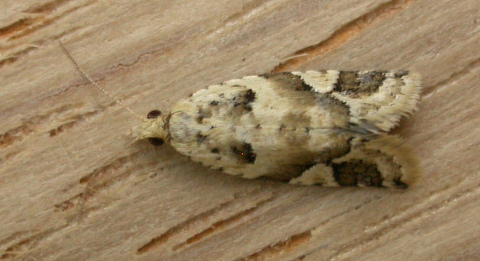
Capua euphona

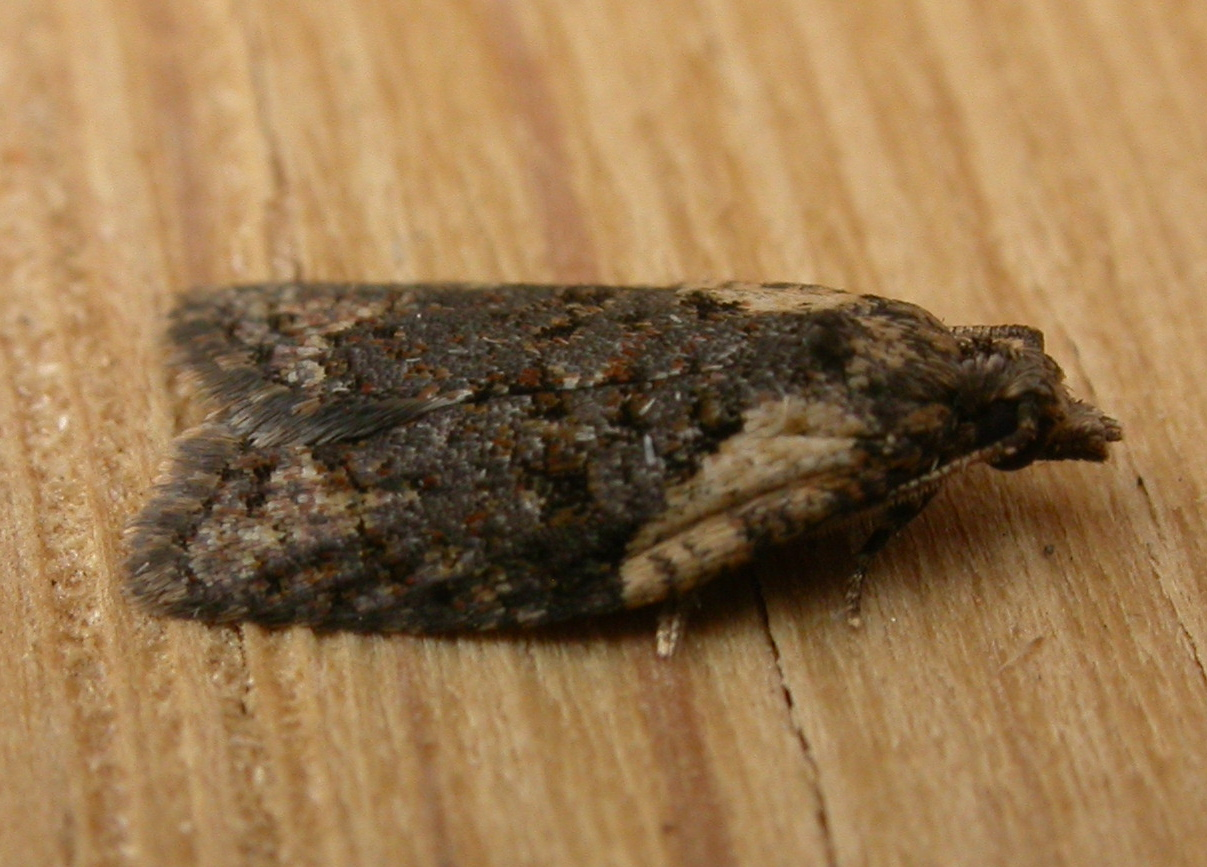
Capua intractana

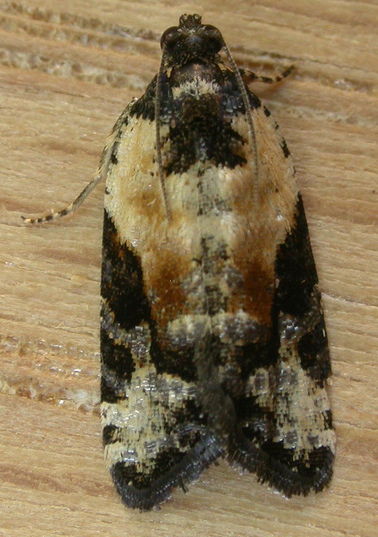
Asthenoptycha iriodes

- genre Ancyroclepsis Diakonoff, 1976
- genre Aneuxanthis Le Marchand, 1933
- genre Anisogona Meyrick, 1881
- genre Anisotenes Diakonoff, 1952
- genre Anopina Obraztsov, 1962
- genre Anopinella Powell, 1986
- genre Anthophrys Diakonoff, 1960
- genre Antigraptis Meyrick, 1930
- genre Antiphrastis Meyrick, 1930
- genre Apateta Turner, 1926
- genre Aphelia Hübner, 1825
- genre Aphrozestis Meyrick, 1931
- genre Aphthonocosma Diakonoff, 1953
- genre Aplastoceros Diakonoff, 1953
- genre Apoctena Dugdale, 1990
- genre Apolychrosis Amsel, 1962
- genre Apotoforma Busck, 1934
- genre Apotomops Powell & Obraztsov, 1986
- genre Aprepodoxa Meyrick, 1937
- genre Archactenis Diakonoff, 1960
- genre Archepandemis Mutuura, 1978
- genre Archicnephasia Razowski, 1983
- genre Archidemis Diakonoff, 1968
- genre Archigraptis Razowski, 1964
- genre Archipimima Powell, 1986
- genre Archips Hübner, 1825
- genre Argentulia Brown, 1998
- genre Argyrotaenia Stephens, 1852
- genre Aristocosma Meyrick, 1881
- genre Arizelana Diakonoff, 1953
- genre Arotrophora Meyrick, 1881
- genre Ascerodes Meyrick, 1905
- genre Assulella Kuznetzov, 1973
- genre Asteriognatha Diakonoff, 1983
- genre Asterolepis Razowski, 1964
- genre Asthenoptycha Meyrick, 1881
- genre Atelodora Meyrick, 1881
- genre Atteria Walker, 1863
- genre Authomaema Turner, 1916
- genre Avaria Koçak, 1981
- genre Balioxena Meyrick, 1912
- genre Banhadoa Razowski & Becker, 1983
- genre Barygnathella Diakonoff, 1956
- genre Battalia Koçak, 1981
- genre Belemclepsis Razowski & Becker, 2000
- genre Belemgena Razowski & Becker, 1994
- genre Beryllophantis Meyrick, 1938
- genre Bicavernaria Razowski, 1988
- genre Bolbia Razowski & Pelz, 2003
- genre Bonagota Razowski, 1986
- genre Borboniella Diakonoff, 1957
- genre Borneogena Diakonoff, 1941
- genre Brachiolia Razowski, 1964
- genre Bradleyella Zimmerman, 1978
- genre Brongersmia Diakonoff, 1972
- genre Cacoecimorpha Obraztsov, 1954
- genre Callibryastis Meyrick, 1912
- genre Campotenes Diakonoff, 1960
- genre Capnoptycha Meyrick, 1920
- genre Capua Stephens, 1834
- genre Caraccochylis Razowski & Becker, 2007
- genre Carolella Busck, 1939
- genre Carphomigma Diakonoff, 1953
- genre Cartagogena Razowski, 1992
- genre Catamacta Meyrick, 1911
- genre Ceramea Diakonoff, 1952
- genre Ceratoxanthis Razowski, 1960
- genre Chamaepsichia Razowski, 2009
- genre Chapoania Razowski, 1999
- genre Chileulia Powell, 1986
- genre Chionothremma Diakonoff, 1952
- genre Chiraps Diakonoff & Razowski, 1971
- genre Chirapsina Razowski, 2009
- genre Chloanohieris Diakonoff, 1989
- genre Choanograptis Meyrick, 1938
- genre Choristenes Diakonoff, 1954
- genre Choristoneura Lederer, 1859
- genre Cirrothaumatia Razowski & Becker, 1986
- genre Claduncaria Razowski, 2000
- genre Clarkenia Razowski, 1988
- genre Clepsis Guenée, 1845
- genre Cnephasia Curtis, 1826
- genre Cnesteboda Razowski, 1990
- genre Cochylidia Obraztsov, 1956
- genre Cochylidichnium Razowski, 1986
- genre Cochylimorpha Razowski, 1959
- genre Cochylis Treitschke, 1829
- genre Coeloptera Turner, 1945
- genre Coelostathma Clemens, 1860
- genre Combosclera Razowski, 1999
- genre Commophila Hübner, 1825
- genre Congoprinsia Razowski, 2012
- genre Copidostoma Diakonoff, 1954
- genre Cordatijuxta Razowski, 2012
- genre Coristaca Razowski, 1992
- genre Cornesia Razowski, 1981
- genre Cornips Razowski, 2010
- genre Cornuclepsis Razowski & Becker, 2000
- genre Cornusaccula Diakonoff, 1960
- genre Cornuticlava Diakonoff, 1960
- genre Cryptocochylis Razowski, 1960
- genre Cryptoptila Meyrick, 1881
- genre Ctenopseustis Meyrick, 1885
- genre Cudonigera Obraztsov & Powell, 1977
- genre Curioseboda Razowski, 2012
- genre Daemilus Yasuda, 1972
- genre Decodes Obraztsov, 1961
- genre Deltophalonia Razowski & Becker, 2003
- genre Dentisociaria Kuznetsov, 1970
- genre Diactenis Meyrick, 1907
- genre Diactora Diakonoff, 1960
- genre Dicellitis Meyrick, 1908
- genre Diceratura Djakonov, 1929
- genre Dichelia Guènée, 1845
- genre Dichelopa Lower, 1901
- genre Diedra Rubinoff & Powell, 1999
- genre Dinophalia Razowski & Becker, 1993
- genre Diplocalyptis Diakonoff, 1976
- genre Dipterina Meyrick, 1881
- genre Ditula Stephens, 1829
- genre Doloploca Hübner, 1825
- genre Doridostoma Diakonoff, 1973
- genre Dorithia Powell, 1964
- genre Drachmobola Meyrick, 1907
- genre Droceta Razowski, 2006
- genre Dynatocephala Diakonoff, 1983
- genre Eana Billberg, 1820
- genre Eboda Walker, 1866
- genre Ecclitica Meyrick, 1923
- genre Egogepa Razowski, 1977
- genre Elaeodina Meyrick, 1926
- genre Electraglaia Diakonoff, 1976
- genre Empedcochylis Razowski, 1994
- genre Enallcochylis Razowski & Becker, 1986
- genre Epagoge Hübner, 1825
- genre Epalxiphora Meyrick, 1882
- genre Epichorista Meyrick, 1909
- genre Epichoristodes Diakonoff, 1960
- genre Epiphyas Turner, 1927
- genre Epitrichosma Lower, 1908
- genre Epitymbia Meyrick, 1881
- genre Ericodesma Dugdale, 1971
- genre Ernocornutia Razowski, 1988
- genre Eugnosta Hübner, 1825
- genre Euledereria Fernald, 1908
- genre Eulia Hübner, 1825
- genre Eupoecilia Stephens, 1829
- genre Exapate Hübner, 1825
- genre Exeristeboda Razowski, 1990
- genre Exorstaenia Razowski & Becker, 2000
- genre Falseuncaria Obraztsov & Swatschek, 1958
- genre Fulvoclysia Obraztsov, 1943
- genre Geitocochylis Razowski, 1984
- genre Geogepa Razowski, 1977
- genre Glyphidoptera Turner, 1916
- genre Gnorismoneura Issiki & Stringer, 1932
- genre Goboea Walker, 1866
- genre Goniotorna Meyrick, 1933
- genre Gryposcleroma Razowski, 1986
- genre Gynnidomorpha Turner, 1916
- genre Haemateulia Razowski, 1999
- genre Harmologa Meyrick, 1882
- genre Hectaphelia Razowski, 2006
- genre Henricus Busck, 1943
- genre Herotyda Razowski, 1971
- genre Heterochorista Diakonoff, 1952
- genre Hiceteria Diakonoff, 1953
- genre Holoptygma Powell, 1986
- genre Homalernis Meyrick, 1908
- genre Homona Walker, 1863
- genre Homonopsis Kuznetsov, 1964
- genre Hypostromatia Zeller, 1866
- genre Hysterophora Obraztsov, 1944
- genre Idolatteria Walsingham, 1913
- genre Irazona Razowski, 1964
- genre Isochorista Meyrick, 1881
- genre Isodemis Diakonoff, 1952
- genre Isotenes Meyrick, 1938
- genre Juxtolena Razowski & Becker, 1993
- genre Lasiothyris Meyrick, 1917
- genre Latibulocrinis Tuck, 1985
- genre Leontochroma Walsingham, 1900
- genre Leptochroptila Diakonoff, 1939
- genre Leucotenes Dugdale, 1990
- genre Lincicochylis Razowski, 1986
- genre Litotenes Diakonoff, 1973
- genre Lorita Busck, 1939
- genre Lozotaenia Stephens, 1829
- genre Lozotaeniodes Obraztsov, 1954
- genre Lumaria Diakonoff, 1976
- genre Macasinia Razowski & Pelz, 2001
- genre Maoritenes Dugdale, 1966
- genre Maricaona Razowski & Becker, 2007
- genre Marylinka Razowski & Becker, 1983
- genre Merguinia Razowski, 2012
- genre Meridemis Diakonoff, 1976
- genre Meritastis Meyrick, 1910
- genre Merophyas Common, 1964
- genre Mesocalyptis Diakonoff, 1953
- genre Metachorista Meyrick, 1938
- genre Mictoneura Meyrick, 1881
- genre Mictopsichia Hübner, 1825
- genre Mielkeana Razowski & Becker, 1983
- genre Mimcochylis Razowski, 1985
- genre Mimeugnosta Razowski, 1986
- genre Monoceratuncus Razowski, 1992
- genre Mourecochylis Razowski & Becker, 1983
- genre Neocalyptis Diakonoff, 1941
- genre Neosphaleroptera Réal, 1953
- genre Neotenes Diakonoff, 1960
- genre Nephograptis Razowski, 1981
- genre Nesochoris Clarke, 1965
- genre Nesoscopa Meyrick, 1926
- genre Nkandla Razowski & Brown, 2009
- genre Nuritamburia Koçak & Kemal, 2007
- genre Oligobalia Diakonoff, 1988
- genre Oligotenes Diakonoff, 1954
- genre Oporopsamma Gozmány, 1954
- genre Orilesa Razowski, 2006
- genre Orthocomotis Dognin, 1905
- genre Oxypteron Staudinger, 1871
- genre Ozotuncus Razowski, 1997
- genre Palaeotoma Meyrick, 1881
- genre Panaphelix Walsingham, 1907
- genre Pandemis Hübner, 1825
- genre Panegyra Diakonoff, 1960
- genre Paraccra Razowski, 2005
- genre Paracomotis Razowski, 1982
- genre Paracroesia Yasuda, 1972
- genre Paradichelia Diakonoff, 1952
- genre Paramesia Stephens, 1829
- genre Paramesiodes Diakonoff, 1960
- genre Paranepsia Turner, 1916
- genre Paraphyas Turner, 1927
- genre Paraptila Meyrick, 1912
- genre Parastranga Meyrick, 1910
- genre Paratepa Razowski & Becker, 2001
- genre Paratorna Meyrick, 1907
- genre Pareboda Razowski, 1966
- genre Parirazona Razowski, 1984
- genre Peraglyphis Common, 1963
- genre Periclepsis Bradley, 1977
- genre Perlorita Razowski & Pelz, 2001
- genre Peteliacma Meyrick, 1912
- genre Phalonidia Le Marchand, 1933
- genre Philedone Hübner, 1825
- genre Philedonides Obraztsov, 1954
- genre Phlebozemia Diakonoff, 1985
- genre Phricanthes Meyrick, 1881
- genre Phtheochroa Stephens, 1829
- genre Phtheochroides Obraztsov, 1943
- genre Planaltinella Razowski & Becker, 1994
- genre Planostocha Meyrick, 1912
- genre Planotortrix Dugdale, 1966
- genre Platphalonia Razowski, 2011
- genre Platphalonidia Razowski, 1985
- genre Platyhomonopsis Wang & Li, 2005
- genre Platynota Clemens, 1860
- genre Platysemaphora Diakonoff, 1960
- genre Plinthograptis Razowski, 1981
- genre Polemograptis Meyrick, 1910
- genre Proactenis Diakonoff, 1941
- genre Procalyptis Meyrick, 1910
- genre Prochlidonia Razowski, 1960
- genre Procrica Diakonoff, 1960
- genre Prohysterophora Razowski, 1961
- genre Propiromorpha Obraztsov, 1955
- genre Proselena Meyrick, 1881
- genre Protarchella Diakonoff, 1956
- genre Prothelymna Meyrick, 1883
- genre Protopterna Meyrick, 1908
- genre Pseudargyrotoza Obraztsov, 1954
- genre Pseudeboda Razowski, 1964
- genre Pseudeulia Obraztsov, 1954
- genre Pseudocroesia Razowski, 1966
- genre Pternozyga Meyrick, 1908
- genre Ptycholoma Stephens, 1829
- genre Ptycholomoides Obraztsov, 1954
- genre Punctapinella J.W. Brown, 1991
- genre Pycnocornuta Razowski, 1997
- genre Pyrgotis Meyrick, 1881
- genre Quasieulia Powell, 1986
- genre Raisapoana Razowski & Becker, 2010
- genre Recintonia Razowski
- genre Reptilisocia Diakonoff, 1983
- genre Revertuncaria Razowski, 1986
- genre Rhabdotenes Diakonoff, 1960
- genre Rhomboceros Meyrick, 1910
- genre Rhopalotenes Diakonoff, 1960
- genre Rigidsociaria Razowski, 1986
- genre Rolandylis Gibeaux, 1985
- genre Rubidograptis Razowski, 1981
- genre Rubrograptis Razowski, 1981
- genre Rubropsichia Razowski, 2009
- genre Rudenia Razowski, 1985
- genre Russograptis Razowski, 1981
- genre Rutilograptis Razowski, 1981
- genre Sabahtortrix Razowski, 2012
- genre Saetotenes Diakonoff, 1960
- genre Sanguinograptis Razowski, 1981
- genre Saphenista Walsingham, 1914
- genre Schoenotenes Meyrick, 1908
- genre Sclerodisca Razowski, 1964
- genre Scolioplecta Meyrick, 1881
- genre Scotiophyes Diakonoff, 1976
- genre Seticosta Razowski, 1986
- genre Shafferograptis Tuck & Razowski, 2012
- genre Silenis Razowski, 1987
- genre Sisurcana Powell, 1986
- genre Snodgrassia Diakonoff, 1967
- genre Sparganothis Hübner, 1825
- genre Spatalistis Meyrick, 1907
- genre Sperchia Walker, 1869
- genre Sphaleroptera Guenée, 1845
- genre Spinacleris Razowski, 2012
- genre Spinipogon Razowski, 1967
- genre Stenarchella Diakonoff, 1968
- genre Stenotenes Diakonoff, 1954
- genre Strophotina Brown, 1998
- genre Subterinebrica Razowski & Becker, 2002
- genre Sychnovalva Razowski, 1997
- genre Syllomatia Common, 1963
- genre Symphygas Common, 1963
- genre Syncratus Common, 1965
- genre Syndemis Hübner, 1825
- genre Synnoma Walsingham, 1879
- genre Synochoneura Obraztsov, 1955
- genre Taeniarchis Meyrick, 1931
- genre Tambomachaya Razowski, 1989
- genre Tanychaeta Common, 1963
- genre Templemania Busck, 1940
- genre Tenoa Razowski, 1994
- genre Terricula Falkovitsh, 1965
- genre Terthreutis Meyrick, 1918
- genre Thalleulia Razowski, 2004
- genre Thrincophora Meyrick, 1881
- genre Thyraylia Walsingham, 1897
- genre Thysanphalonia Razowski & Becker, 1986
- genre Tina Powell, 1986
- genre Tinacrucis Powell, 1986
- genre Tortricodes Guenée, 1845
- genre Tortrix Linnaeus, 1758
- genre Tosirips Razowski, 1987
- genre Tracholena Common, 1965
- genre Trachybyrsis Meyrick, 1927
- genre Transita Diakonoff, 1976
- genre Transtillaspis Razowski, 1987
- genre Tremophora Diakonoff, 1953
- genre Trophocosta Razowski, 1964
- genre Trychnophylla Turner, 1926
- genre Tymbarcha Meyrick, 1908
- genre Velhoania Razowski & Becker, 2007
- genre Vellonifer Razowski, 1964
- genre Vermilphalonia Razowski & Becker, 2003
- genre Worcesteria Banks, 1906
- genre Xenotemna Powell, 1964
- genre Xenotenes Diakonoff, 1954
- genre Xenothictis Meyrick, 1910
- genre Xerocnephasia Leraut, 1979
- genre Zacorisca Meyrick, 1910